# IC 1879
IC 1879 је спирална галаксија у сазвјежђу Часовник која се налази на листи објеката дубоког неба у Индекс каталогу.
Деклинација објекта је - 52° 7' 4" а ректасцензија 3h 3m 52,5s. Привидна величина (магнитуда) објекта IC 1879 износи 15,1 а фотографска магнитуда 15,9. IC 1879 је још познат и под ознакама ESO 199-14, FAIR 736, AM 0302-522, PGC 11542.